# Пол, Ара
Ара Пол (англ. Ara G. Paul; 1 марта 1929, Нью-Касл, Пенсильвания, США — 15 ноября 2023, Мичиган, США) — американский учёный-фармацевт, почётный декан Фармацевтического колледжа Мичиганского университета и почётный профессор фармакогнозии, которого называют пионером фармакогнозии. Превратил Колледж в общенационально признанный центр передового опыта в области фармацевтического образования, практики и исследований.

## Биография
Ара Пол родился 1 марта 1929 года в Нью-Касле, штат Пенсильвания в армянской семье. Он учился в Университете Айдахо и получил докторскую степень в Университете Коннектикута. Он продолжил постдокторскую работу по биохимии в Аргоннской национальной лаборатории и занял должность преподавателя в Университете Батлера, прежде чем присоединиться к Мичиганскому университету в 1957 году.
Пол специализировался на фармакогнозии. Он изучал галлюциногенные соединения из различных источников, включая грибы, шампиньоны и кактусы, а в более поздние годы он исследовал этнофармакологию.
Умер 15 ноября 2023 года. У него остались жена Ширли, сыновья Джон и Ричард, внучка Амелия.

## Достижения
Ара Пол получил премию за выдающиеся достижения в преподавании от Колледжа фармацевтики. Среди его национальных наград — премия Американского фонда фармацевтического образования Distinguished Former Fellow Profile Award и назначение членом Американской ассоциации содействия развитию науки.